# Макабеј Чентро (Беневенто)
Макабеј Чентро је насеље у Италији у округу Беневенто, региону Кампанија.
Према процени из 2011. у насељу је живело 213 становника. Насеље се налази на надморској висини од 217 м.